# Timothy Tremper
Timothy Tremper (* 16. Dezember 1966; auch Tim Tremper) ist ein deutscher Drehbuchautor und Filmproduzent.

## Leben
Tremper ist der Sohn des Autors und Regisseurs Will Tremper und der Journalistin Celia Tremper. Sein Großvater mütterlicherseits war der Publizist Kurt Zentner. Tremper wuchs in Grünwald auf. Ab 1985 lebte er in Kenya und arbeitete im Leisure Lodge Beach Hotel als Tennis Trainer.  Von 1986 bis 1990 studierte er Telecommunications und US History an der Pepperdine University, Malibu. Seine ersten Filmerfahrungen machte Tremper bei Luggi Waldleitners Filmproduktionsfirma Roxy Film in München.
Ab dem Jahr 1990 war er als Aufnahmeleiter und Produktionsleiter bei diversen deutschen Kino- und Fernsehfilmen tätig.
Gemeinsam mit Thomas Zickler und Daniel C. Witte gründete Tremper im Jahr 1999 die TTD Checkpoint Berlin Filmproductions GmbH in Berlin. Die Firma produzierte bis 2003 sieben Kinofilme, u. a. Falling Rocks, Marmor, Stein & Eisen, die Planet B Filme: The Antman und Detective Lovelorn, beide uraufgeführt bei den 52. Berliner Filmfestspielen in der Reihe „Perspektive Deutsches Kino“.
Seit 2003 arbeitet Timothy Tremper als freier Drehbuchautor und Produzent. Im Jahr 2007 drehte Tremper als Executive Producer Die Schatzinsel in Thailand, Cornwall und Berlin. Der ProSieben Zweiteiler hatte ein Budget von 7,5 Mio. Euro.
Am 22. August 2023 startete Tremper den englischsprachigen Podcast „Lost in Berlin“, bei dem er mit seinem Co-Moderator Liron D. Estrach über Autoren und Künstler spricht. Your podcast about writers and artists — it's all about telling good stories.
Timothy Tremper ist Vater von zwei Kindern und lebt in Berlin und München.

## Filmografie
als Produzent
- 2020: Matze, Kebab und Sauerkraut (Executive Producer)
- 2007: Die Schatzinsel (Executive Producer)
- 2003: C.I. Angel (Produzent)
- 2003: Detective Lovelorn und die Rache des Pharao (Produzent)
- 2002: Mask under Masks (Produzent)
- 2001: The Antman (Produzent)
- 2001: Zimmer der Angst (Produzent)
- 2000: Falling Rocks (Executive Producer & Co-Autor)
- 2000: Marmor, Stein & Eisen (Produzent)

als Drehbuchautor
- 2020: Matze, Kebab und Sauerkraut
- 2018: Schwiegereltern im Busch (Story by)
- 2017: Unzertrennlich nach Verona (Idee)
- 2014: Zwei Familien auf der Palme
- 2007: Don’t Wake the Dead
- 2000: Falling Rocks (Executive Producer & Co-Autor)